# 新優生学
新優生学（しんゆうせいがく、英: new eugenics）または新しい優生学は、胚選択や遺伝子工学による胚の操作によって望ましい特徴を備えた子供を作ることを、それが親の自発的な選択である限り支持する思想である。リベラル優生学（liberal eugenics）や個人主義的優生学とも呼ばれる。
「古い優生学」は、集団の遺伝的な質を改善するために、社会にとって望ましくない子孫の出生防止、または望ましい子孫の出生促進という形で政策実行された。これに対して新しい優生学は、個人の自由な意思に基づく場合に限って、子孫の遺伝的な質を操作することを許容し、それを「生殖の自由・権利」とみなし、社会による規制を不当なものと考える。子供の環境を向上させることが認められている以上、それと同様な効果を得られる遺伝子への介入は禁止されるべきではないと考える。生命への介入は、あくまでも個人がどのような子供を作るかという選択であり幸福追求権の行使であって、遺伝子プールの改善が目的ではない。
新優生学はどのような遺伝的介入でも支持するわけではなく、論者によって遺伝子改変を許容する程度は異なるが、一般に子供に障害をもたせるなど、子供の人生の選択肢を狭める介入は許容されない。
新優生学は、旧来の優生学と同じく、有害な遺伝子を取り除く消極的優生学と、望ましい遺伝子を導入する積極的優生学に分けられる。世論調査では、子供の能力を増強する積極的介入よりも、疾患から子供を守る消極的介入の方が受け入れられやすい傾向がある。もっとも新優生学の論者の多くは、治療と能力増強を厳密に区別することはできないと強調している。例えば視力の改善は治療でもあるし、能力増強でもある。
新優生学は、好きな商品を選ぶように自分の好みに合わせて子供の質を選ぶといった視点から「消費者優生学」とも呼ばれる。